# Mahlwinkel
Mahlwinkel este o comună din landul Saxonia-Anhalt, Germania.